# Kearns (Utah)
Kearns je město v okrese Salt Lake County v americkém státě Utah. Založeno bylo v roce 1942, pojmenováno bylo podle podnikatele a senátora Thomase Kearnse. V roce 2010 žilo ve městě, které je součástí aglomerace Salt Lake City, přibližně 36 000 obyvatel, rozloha katastrálního území činí 12,5 km².
Pro konání rychlobruslařských soutěží na Zimních olympijských hrách 2002 byla v Kearns postavena rychlobruslařská hala Utah Olympic Oval.